# Gallienus
Publius Licinius Egnatius Gallienus, eller blot Gallienus (218 – 268), var romersk kejser 259 – 268 e.Kr. Under ham var Romerriget tæt på at opløses.
Gallienus, der var den længst regerende af militæranarkiets kejsere, var søn af kejser Valerian og indsattes i 253 som faderens medregent. Han styrede i vest og måtte koncentrere sig om at afværge germanske invasionsforsøg, og han opnåede stigende militær uafhængighed. Da faderen blev fanget af perserne 259, måtte Gallienus overtage hele statsstyret.
Hans regering blev en katastrofe på alle måder. I 259 rev England, Frankrig og Spanien sig løs under general Posthumus og dannede det Galliske Kejserdømme, der var ude af rigsregeringens kontrol i mere end ti år. Samtidig måtte kejseren mere eller mindre overlade styret af rigsdelene i Mellemøsten til de lokale magthavere i Palmyra, der forsvarede dem. Perserne foretog storoffensiver i Lilleasien og truede hele det romerske herredømme. Værst gik det mod nord, hvor germanerne, specielt goterne, uafbrudt brød hærgende over grænserne og truede Balkan og Grækenland (262 og 267), så de måtte købes bort. Samtidig prægedes perioden af ustandselige modkejsere i provinsen, selv om deres antal synes noget overdrevet.
Gallienus fik hos samtidens historieskrivere generelt et dårligt omdømme, som har holdt sig langt op i tiden. Han skildres nærmest som en uduelig og passiv intellektuel, der kynisk overlod faderen til sin skæbne og lod riget gå til grunde. Nyere studier har revideret dette en del; han synes faktisk at have været en begavet og kulturinteresseret mand, modsat faderen tolerant over for kristendommen, som med stor energi prøvede at tage kampen op mod de mange modstandere. Han søgte også at øge hærens slagkraft ved at udelukke civile senatorer fra generalstillinger. Imidlertid beherskede han ikke situationen, og savnede, ligesom tidligere Alexander Severus, autoritet i hæren. Mens han belejrede en modkejser i Norditalien, myrdedes han i 268 af en officerssammensværgelse, der satte Claudius II Gothicus på tronen.

## Ekstern henvisning
- www.roman-emperors.org/gallval.htm